# Hublot
Hublot — (французька вимова: [y.blo], 'ooblo') — це швейцарське підприємство, що створює елітні годинники. Компанія заснована в 1980 році італійцем Карло Крокко. В даний час компанія працює як дочірня компанія французької LVMH.

## Історія

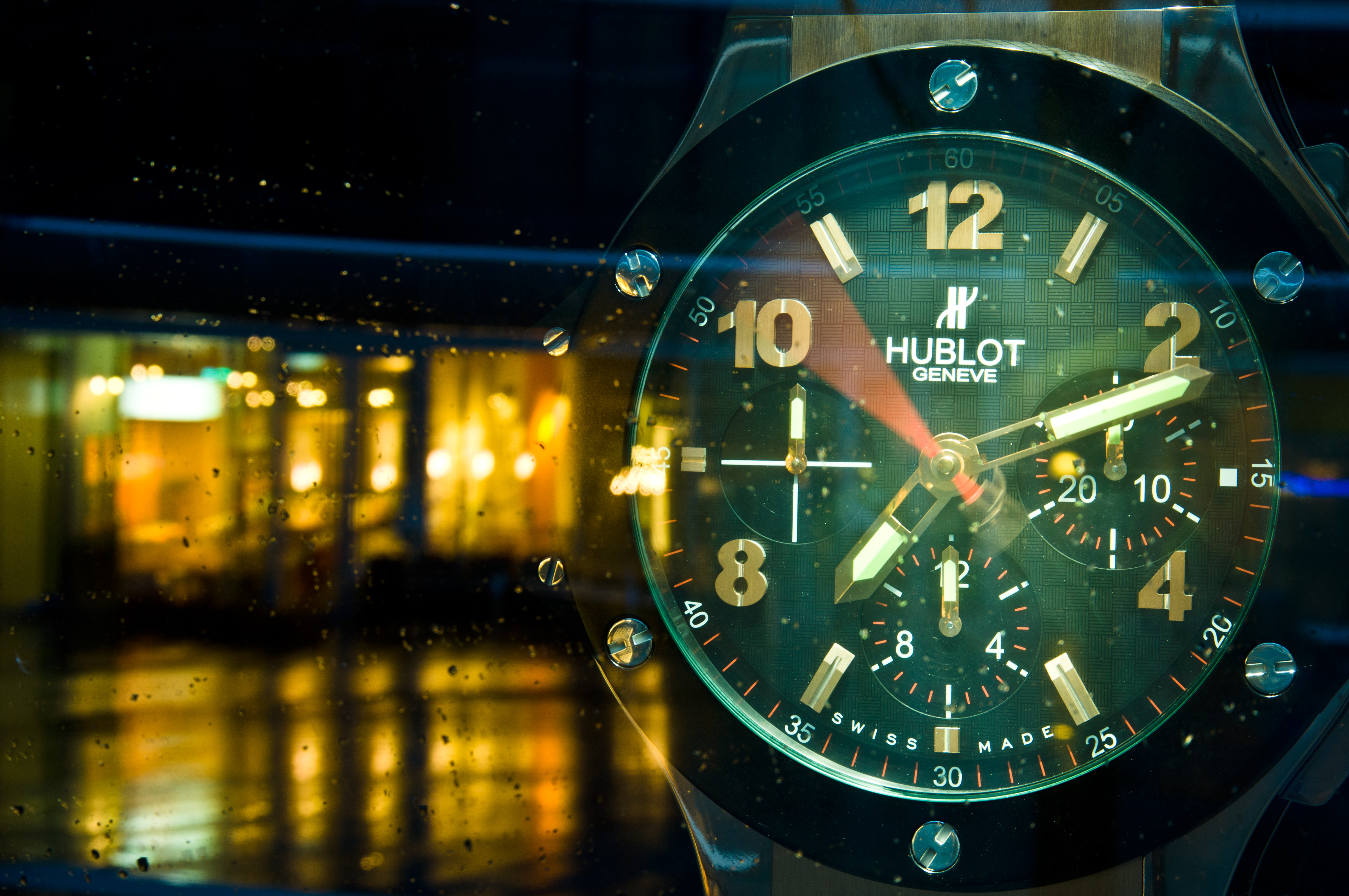
Велика модель Hublot Big Bang в магазині у Варшаві

Нащадок в італійській династії Binda Group, що відомі виробленням годдиників Breíl, Карло Крокко покинув компанію в 1976 році і створив нову компанію. Переїхавши до Швейцарії він сформував MDM Geneve і приступив до розробки годинника, який він назвав Hublot на честь французького слова «ілюмінатор». Годинник, який він створив, мав каучуковий ремінець, що поклало початок використання такого матеріалу у годинниковій справі. Минуло 3 роки досліджень, щоб створити ремінь. Незважаючи на те, що компанія була не в змозі залучити одного потенційного клієнта на перший день свого дебюту в 1980 Basel Watch Fair, годинник швидко отримав комерційний успіх з продажами більше $ 2 млн в перший рік.